# هوپتون (اوکلاهما)
هوپتون (به انگلیسی: Hopeton) یک منطقهٔ مسکونی در ایالات متحده آمریکا است که در اکلاهما واقع شده‌است. هوپتون ۴۳۰٫۹۹ متر بالاتر از سطح دریا قرار دارد.